# Helleia hellesimilis
Helleia hellesimilis är en fjärilsart som beskrevs av Beuret 1952. Helleia hellesimilis ingår i släktet Helleia och familjen juvelvingar. Inga underarter finns listade i Catalogue of Life.